# Souk L'Qolla
Souk L'Qolla  (in arabo سوق القلة‎?) è un centro abitato e comune rurale del Marocco situato nella provincia di Larache, regione di Tangeri-Tetouan-Al Hoceima. Conta una popolazione di 14 965 abitanti (censimento 2014).